# Sara Piedrahíta Lyons
Sara Elena Piedrahita Lyons (Montería, Córdoba; 21 de diciembre de 1988) es una Ingeniera Industrial, ex reina de belleza y política colombiana de ascendencia irlandesa. En las elecciones legislativas de 2014 fue elegida Representante a la Cámara por Córdoba con el aval del Partido Social de Unidad Nacional con 105.112 votos. Fue la Representante a la Cámara más votada de su legislatura.

## Biografía
Adelantó sus estudios básicos en el Colegio La Salle y en el Gimnasio Campestre, donde finalizó el bachillerato en 2005. Cursó sus estudios de ingeniería industrial en la Universidad de los Andes de Bogotá, donde se graduó en 2011. En 2008 representó al departamento de Córdoba en el Concurso Nacional de Belleza. Ha trabajado en el sector financiero, donde realizó una variada gestión con entidades estatales, comerciantes y agroindustriales del país.